# No Judgement
No Judgement is een nummer van de Ierse zanger Niall Horan uit 2020. Het is de derde single van zijn tweede studioalbum Heartbreak Weather.
Het nummer werd vooral een hit in Horans thuisland Ierland, waar het de 6e positie behaalde. Ook in het Verenigd Koninkrijk en Nederland werd het een bescheiden hit. In de Nederlandse Top 40 haalde het de 31e positie, terwijl het in de Vlaamse Ultratop 50 de 48e positie bereikte.